# Apocalipsis: Stalin
Apocalipsis, Stalin (en francés: Apocalypse, Staline) es una serie de televisión francesa en tres partes que narra el ascenso meteórico de José Stalin y el nacimiento de la ideología estalinista, transmitida por France 2 el 3 de noviembre de 2015. Reúne documentos de época conocidos e inéditos que relatan los principales acontecimientos que llevaron a Stalin a convertirse en secretario general del Partido Comunista Soviético y a dirigir la Unión de Repúblicas Socialistas Soviéticas (URSS). Las imágenes de archivo se han restaurado y coloreado. La serie está dirigida por Isabelle Clarke y Daniel Costelle. 

## Episodios
- El demonio: relata los inicios de Iosif Vissariónovich Dzhugashvili que se convirtió en Stalin. Nacido oficialmente en Gori (Georgia) el 21 de diciembre de 1879 (extraoficialmente el 18 de diciembre de 1878), era hijo de una costurera y ferviente madre ortodoxa y un padre zapatero que se ganaba la vida bien, pero que rápidamente se convirtió en alcohólico. Su madre empujó a su hijo que sufría de ateroesclerosis al sacerdocio y tuvo dificultades para financiar sus estudios. Estudiante brillante, fue expulsado a los veinte años por propaganda marxista y se convirtió en bandido en nombre de la “Revolución”. Fue detenido y escapó en numerosas ocasiones. Durante su fuga en 1904, se encontró con Lenin por primera vez y luego se unió a la facción bolchevique del Partido Obrero Socialdemócrata de Rusia. En noviembre de 1917, con Lenin, participó en la toma del poder en Rusia en el contexto de la Primera Guerra Mundial que vio el colapso del régimen del Zar. La guerra civil está destrozando al país. Los bolcheviques establecieron un régimen de terror. Iosif Djougachvili se destacó y, apoyado por Lenin, se hizo indispensable: se convirtió en Stalin, "el hombre de acero". Está "poseído", como en las novelas de Dostoievski, por la fe marxista y sólo tiene por moral: "la fe está por encima de la ley". En junio de 1941, Hitler se lanza a una guerra a muerte contra Stalin. Este último cometió graves errores que permitieron al ejército alemán iniciar un avance relámpago, poniendo en peligro a la Unión Soviética. Durante el invierno de 1941, los alemanes estaban a las puertas de Moscú, lo que podría cambiar el destino de Stalin. El mundo está conteniendo la respiración.

- Rojo: tras la muerte de Lenin, Stalin se convirtió en líder de la Unión Soviética mediante frías maniobras salpicadas de violencia e intimidación. Elimina a todos sus oponentes, empezando por Trotski, que es expulsado del gobierno en 1924, del Partido Comunista en 1927 y finalmente exiliado. Este último se opuso a la creciente burocratización del régimen encarnado por Stalin. Durante una década en el apogeo de un régimen totalitario fundado en mentiras, Stalin envió al Gulag sin escrúpulos a todos aquellos que sospecha que constituyen un peligro y los hace condenar. Su total falta de compasión provocó incluso la muerte de su hijo mayor, prisionero de los alemanes. Durante el invierno de 1941, solo los soviéticos se enfrentaron al asalto de las tropas de Hitler que ya ocupaban la mitad de Rusia e intentaron un gran avance en el sur de Rusia, hacia Stalingrado. El 14 de diciembre de 1941, la Alemania nazi declara la guerra a Estados Unidos. Stalin, preocupado por un amor prohibido por su hija, libró la guerra como en 1914-1918, sacrificando al pueblo soviético y enviando a millones de soldados a la muerte en el interminable asedio de Leningrado en 1942, el año negro de Rusia. La ofensiva alemana aplastó a las tropas soviéticas durante el invierno de 1942. El Ejército Rojo, con la ayuda estadounidense y británica, logró detener al Ejército del Reich en el Este y obtener una rotunda victoria en Stalingrado en 1943. Stalin ya fue tratado como un igual por sus aliados británicos y estadounidenses en la Conferencia de Teherán en 1943. Se convirtió en uno de los hombres más poderosos del planeta.

- El amo del mundo: 15 años antes, Stalin quiere crear una nueva sociedad rusa sembrando el terror. Bajo cualquier pretexto, arrestó y deportó a sus oponentes al gulag o los hizo fusilar. Durante los juicios de Moscú, eliminó a sus antiguos rivales políticos. Mediante la violencia, impuso a los campesinos la colectivización completa de las tierras agrícolas, creando granjas colectivas y sovkhozes y provocando hambrunas en Ucrania. Planeó una fuerte industrialización a marcha forzada, construyendo represas colosales, cientos de kilómetros de canales, fábricas gigantes y las columnas de mármol del Metro de Moscú por convictos de los gulags. La juventud soviética es supervisada y reclutada. También estableció un ateísmo basado en una visión materialista, eliminando todas las formas de religión y organizando una propaganda incesante, ordenando un culto a la personalidad a su gloria.